# Copelatus concolor
Copelatus concolor är en skalbaggsart som beskrevs av Sharp 1882. Copelatus concolor ingår i släktet Copelatus och familjen dykare. Inga underarter finns listade i Catalogue of Life.